# Ibrahim Ouattara
Ibrahim Ouattara est un footballeur international ivoirien né le 4 août 1990 à Dabou. Il joue au poste d'attaquant à Al Khaldiya.

## Biographie

### En sélection
Le 31 mai 2017, il joue son unique match avec l'équipe de Côte d'Ivoire, en amical contre le Bénin au Stade Robert-Champroux (1-1). Il sort à la (88').

## Palmarès
- Championnat de Tunisie (1) : 2020